# Whats Poppin
"Whats Poppin"은 미국의 래퍼 잭 할로의 싱글로, 제너레이션 나우와 애틀랜틱 레코드를 통해 2020년 1월 21일에 발매되었다. 노래는 할로의 이름을 널리 알렸다는 평가를 받는다. 그래미 어워드 최우수 랩 퍼포먼스 후보에 올랐다.

## 배경

### 노래
젯슨메이드는 할로에게 "Bro, you need a record. You popping shit, you feel me?"라고 말했다. 할로는 이를 계기로 가사 "What's popping?"을 떠올렸다.

### 뮤직 비디오
콜 베넷은 할로의 "Sundown" 뮤직 비디오를 본 후 트위터를 통해 그에게 협업하자고 연락했다. 할로는 "Cody Banks"의 뮤직 비디오 촬영을 요청했으나, 베넷은 그의 카리스마와 특징을 잘 살린 "완벽한" 노래를 찾기 전까지 그와 작업할 수 없다고 했다. 이후 할로는 그에게 여러 노래를 보냈고, 베넷은 그것들 중 "Whats Poppin"이 완벽한 노래라는 것을 즉시 깨달았다.

## 음악 및 가사
할로는 장난스러운 오케스트라 비트를 타며 “I could put a ball in the endzone, put a bad bitch in the friendzone”이라고 자랑한다.

## 뮤직 비디오
할로는 뮤직 비디오에서 동네 식당을 배경으로 자신의 꿈을 현실화한다. 그는 예쁜 여자들에게 둘러싸이고, 음식을 만들고, 밖에서 남성 친구들과 떼를 지어 다니는 등 식당에서 할 수 있는 거의 모든 일을 한다.

## 평가
<핫뉴힙합>의 미치 핀들레이는 노래가 '매우 핫하다'고 평했다. 그에 따르면, "할로는 여러 인상적인 플로우를 선보이며 힙합의 젊은 재능 중 하나로 자리매김했다. 만약 그가 다음 작품에서 이와 같은 에너지를 유지한다면, 많은 새로운 팬들은 그의 작사가로서의 능력에 주목할 것이다."
<피치포크>의 알폰세 피에르는 "Whats Poppin"을 "해석할 필요 없이 그냥 틀 수 있는 노래"라고 평했다. 또한 틱톡과 리리컬 레모네이드의 시청자들이 사랑하는, 편안함을 주는 백인의 얼굴이 없었더라면 "Whats Poppin"이 미국에서 2번째로 인기 있는 노래가 될 수 없었을 거라고 결론 내렸다.

### 연말 목록
| 출판사       | 목록                       | 순위 | 각주  |
| ------------ | -------------------------- | ---- | ----- |
| <빌보드>     | 2020년 최고의 노래 100개   | 26   | [ 6 ] |
| <스테레오검> | 2020년 최고의 팝 노래 40개 | 8    | [ 7 ] |
| <업록스>     | 2020년 최고의 노래         | 24   | [ 8 ] |
| <XXL>        | 2020년 최고의 힙합 노래    | 빈칸 | [ 9 ] |

## 수상 및 후보
| 시상식                 | 연도 | 부문               | 결과 | 각주   |
| ---------------------- | ---- | ------------------ | ---- | ------ |
| MTV 비디오 뮤직 어워드 | 2020 | 여름의 노래        | 후보 | [ 10 ] |
| 그래미 어워드          | 2021 | 최우수 랩 퍼포먼스 | 후보 | [ 11 ] |

## 차트
| 차트 (2020)                      | 최고 순위 |
| -------------------------------- | --------- |
| 오스트레일리아 (ARIA)            | 8         |
| 오스트리아 (Ö3 오스트리아 탑 40) | 35        |
| 벨기에 (울트라팁 플랑드르)       | 24        |
| 체코 (싱글 디지털 탑 100)        | 83        |
| 덴마크 (트랙리슨)                | 23        |
| 프랑스 (SNEP)                    | 194       |
| 독일 (미디어 컨트롤 AG)          | 55        |
| 그리스 (IFPI)                    | 10        |
| 헝가리 (스트림 Top 40)           | 10        |
| 아일랜드 (IRMA)                  | 13        |
| 네덜란드 (싱글 톱 100)           | 48        |
| 뉴질랜드 (레코드 뮤직 NZ)        | 6         |
| 노르웨이 (VG-리스타)             | 20        |
| 포르투갈 (AFP)                   | 30        |
| 슬로바키아 (싱글 디지탈 탑 100)  | 62        |
| 스웨덴 (스베리예토프리스탄)      | 46        |
| 스위스 (슈바이처 히트파라데)     | 33        |
| 영국 싱글 (오피셜 차트 컴퍼니)   | 25        |

| 차트 (2020)                      | 순위 |
| -------------------------------- | ---- |
| 오스트레일리아 (ARIA)            | 25   |
| 오스트리아 (Ö3 오스트리아 탑 40) | 63   |
| 덴마크 (트랙리슨)                | 68   |
| 헝가리 (스트림 탑 40)            | 25   |
| 아일랜드 (IRMA)                  | 44   |
| 뉴질랜드 (레코드 뮤직 NZ)        | 27   |
| 스위스 (슈바이처 히트파라데)     | 52   |
| 영국 싱글 (OCC)                  | 96   |

## 인증
| 국가                               | 인증        | 판매량/출하량 |
| ---------------------------------- | ----------- | ------------- |
| 오스트레일리아 (ARIA)              | 3× 플래티넘 | 210,000       |
| 오스트리아 (IFPI 오스트리아)       | 플래티넘    | 30,000        |
| 브라질 (Pro-Música Brasil)         | 플래티넘    | 40,000        |
| 캐나다 (뮤직 캐나다)               | 다이아몬드  | 800,000       |
| 덴마크 (IFPI Danmark)              | 플래티넘    | 90,000        |
| 독일 (BVMI)                        | 골드        | 200,000       |
| 이탈리아 (FIMI)                    | 골드        | 35,000        |
| 뉴질랜드 (RMNZ)                    | 플래티넘    | 30,000        |
| 폴란드 (ZPAV)                      | 플래티넘    | 50,000        |
| 포르투갈 (AFP)                     | 2× 플래티넘 | 20,000        |
| 영국 (BPI)                         | 플래티넘    | 600,000       |
| 미국 (RIAA)                        | 7× 플래티넘 | 7,000,000     |
| 판매량+스트리밍을 기반으로 한 인증 |             |               |

## 리믹스
토리 레인즈, 다베이비, 릴 웨인이 피처링한 리믹스는 2020년 6월 24일에 발매되었다. 미국 빌보드 핫 100 2위를 기록했고, 빌보드 뮤직 어워드 탑 랩 노래 후보에 올랐다.

### 음악 및 가사
잭 할로는 "아기자기한 비트" 위에 고밀도 벌스를 선보인다. 다베이비는 "자유자재한 플로우와 톤 변화로 분위기를 환기"한다. 레인즈는 "숨 쉴 틈 없는 빽빽한 랩"을 선보인다.

### 평가
<이즘>의 이홍현 평론가는 노래에 5점 만점에 3점을 주었다. 그는 노래가 "히트를 저격한 선택으로 호성적과 노래의 매력을 모두 잡았다"고 평했다.

### 수상 및 후보
| 시상식               | 연도 | 부문                       | 결과 | 각주   |
| -------------------- | ---- | -------------------------- | ---- | ------ |
| 빌보드 뮤직 어워드   | 2021 | 탑 스트리밍 노래           | 후보 | [ 51 ] |
| 빌보드 뮤직 어워드   | 2021 | 탑 콜라보레이션            | 후보 | [ 51 ] |
| 빌보드 뮤직 어워드   | 2021 | 탑 랩 노래                 | 후보 | [ 51 ] |
| 피플스 초이스 어워드 | 2020 | 2020년의 콜라보레이션 노래 | 후보 | [ 52 ] |

### 차트
| 차트 (2020)                  | 최고 순위 |
| ---------------------------- | --------- |
| 캐나다 (캐나디안 핫 100)     | 4         |
| 빌보드 글로벌 200            | 17        |
| 그리스 (IFPI)                | 12        |
| 뉴질랜드 핫 싱글 (RMNZ)      | 3         |
| 스웨덴 (스베리예토프리스탄)  | 47        |
| 미국 빌보드 핫 100           | 2         |
| 미국 핫 R&B/힙합 송 (빌보드) | 2         |
| 미국 리드믹 (빌보드)         | 1         |

| 차트 (2020)                     | 순위 |
| ------------------------------- | ---- |
| 캐나다 (캐나디안 핫 100)        | 20   |
| 미국 빌보드 핫 100              | 13   |
| 미국 핫 알앤비/힙합 송 (빌보드) | 5    |
| 미국 리드믹 (빌보드)            | 3    |

### 인증
| 국가                               | 인증     | 판매량/출하량 |
| ---------------------------------- | -------- | ------------- |
| 브라질 (Pro-Música Brasil)         | 플래티넘 | 40,000        |
| 프랑스 (SNEP)                      | 골드     | 100,000       |
| 판매량+스트리밍을 기반으로 한 인증 |          |               |